# Anton Grahn
Anton Grahn, född 2 november 2004, är en svensk längdskidåkare tävlande för IFK Mora och svenska längdlandslaget.
Anton Grahn tog vid juniorvärldsmästerskapen i nordisk skidsport 2023 guld i sprinten. Vid Juniorvärldsmästerskapen i nordisk skidsport 2024 i Planica ingick han i det svenska mixade stafettlaget som tog guld. Han tog vid samma tävling silver i sprinttävlingen. Vid U23-världsmästerskapen 2025 tog han guld i den klassiska sprinten.